# PartnerRe
PartnerRe je mezinárodně působící zajišťovna.
PartnerRe má 14 poboček po celém světě a obsluhuje více než 2 000 klientů ve více než 150 zemích. Obrat skupiny v účetním roce 2008 činil 3,98 miliardy USD. Téměř polovina objemu prémií pochází z Evropy.
Zajištěná rizika zahrnují majetková, odpovědnostní, úrazová, motorová, katastrofická, životní a nová řešení. Kromě toho existují speciální odvětví, jako je zemědělství, letectví a kosmonautika, pojištění úvěrů a záruk, energetika, strojírenství, doprava, zvláštní pojištění majetku a zvláštní pojištění odpovědnosti. Zaměřuje se na neživotní pojištění.